# Улица Михаила Бойчука
Улица Михаила Бойчука расположена в Печерском районе города Киева. Пролегает от Бастионной улицы и бульвара Николая Михновского до Сапёрно-Слободской улицы.
К улице Михаила Бойчука примыкают улицы Неманская, Подвысоцкого, Военный проезд и Железнодорожное шоссе. В своём начале соединена Печерским мостом с бульваром Леси Украинки. До 1991 года улица Михаила Бойчука простиралась до Железнодорожного шоссе.

## История
Улица Михаила Бойчука известна с начала XX столетия под названием Военная дорога (от расположенных вдоль неё сапёрных лагерей), а также как Островитянское шоссе (упоминается в 1944 году). Предыдущее название в честь советского военного деятеля В. С. Киквидзе — с 1957 года. Решением Киевского городского совета от 20 декабря 2016 года улицу Киквидзе переименовали в улицу Михаила Бойчука.

## Застройка
Улица начала застраиваться в конце 1940-х годов, когда была проложена Автострада (современный Бульвар Николая Михновского), открыты троллейбусный и трамвайный маршруты, которые связали окраину с центром города.
В начале улицы с нечётной стороны выделяется группа двух- и трёхэтажных послевоенных домов (1949—1951 годы), украшенных лепниной. Наиболее интересным из них с архитектурной точки зрения является здание № 3, возведённое архитектором А. Добровольским. Дома № 1-А, 3, 5 и 8 признаны памятниками архитектуры и градостроения.
Преимущественное большинство домов относится к 1950—1960-м годам застройки. На улице Михаила Бойчука много общежитий — Национального транспортного университета (№ 36, 38-А, 40-А), Киевского университета технологий и дизайна (№ 11-Б, 13-Б, 33, 35), Киевгорстроя (№ 14, 16, 17/10).
Обычное на вид здание № 30 имеет необычную нумерацию подъездов — сначала идёт подъезд № 3, потом № 1 и № 2. Это здание, возведённое в 1961 году, было рассчитано на 2 подъезда, но позднее его перепроектировали, добавив ещё один подъезд, третий.

## Важные учреждения
- Киевский государственный институт декоративно-прикладного искусства и дизайна имени Михаила Бойчука[укр.] (дом № 32).
- Киевгаз[укр.] (дом № 4-Б)